# Ann Peebles
Ann Peebles est une chanteuse afro-américaine de musique soul et de rhythm and blues. 
Ses principaux succès sont : Walk Away (1969), Part Time Love (1970), I Pity The Fool (1971), Breaking Up Somebody's Home (1972), I Can't Stand the Rain (1973)…

## Biographie
Ann Peebles, née à Saint-Louis (Missouri) le 27 avril 1947, est la septième d'une famille de onze enfants, elle est la fille de Perry et Eulah Peebles. Elle commence à chanter dès l'âge de 9 ans dans la chorale familiale dirigée par son père, la Peebles Choir. Elle s'aventure sur scène à 20 ans et chante du blues. Elle est remarquée à Memphis par le trompettiste Gene Bowlegs Miller, qui la présente à Willie Mitchell, producteur pour le label Hi Records. Elle est aussitôt engagée et sort rapidement son premier disque en 1969, Walk Away, qui atteint le no 22 dans le hit-parade américain des artistes noirs.
Ann Peebles est lancée. Elle enregistre disque sur disque dans les années 1970. Ses principaux succès sont Part Time Love (1970,  n°7 au Billboard R&B Hot SIngles et n°45 au Billboard Hot 100) et I Can't Stand the Rain (1973, no 6 au Billboard R&B Hot Singles et no 38 au Billboard Hot 100). Elle se marie en 1974 avec le chanteur - compositeur Don Bryant (qui a participé à l'écriture du titre I Can't Stand the Rain.
Après une longue pause dans les années 1980, consacrée à sa famille, elle réapparaît à partir de 1989 et diffuse en 1992 l'album Full Time Love, publié chez Bullseye Records, sa nouvelle marque de disques.

## Discographie
Albums 33 tours
- This is Ann Peebles, Hi Records, 1969
- Part Time Love, Hi Records, 1971
- Straight from the Heart, Hi Records, 1972
- I Can't Stand the Rain, Hi Records, 1974
- Tellin' It, Hi Records, 1976
- If this is Heaven, Hi Records, 1978
- The Handwriting's on the Wall, Hi Records, 1979

CD
- I Can't Stand the Rain
- Full Time Love, Bullseye Records, 1992
- Lookin' for a Lovin', 1995
- Fill this World with Love, 1996
- U.S. R&B Hits '69-'79, 1996
- The Best of Ann Peebles : The Hi Records Years, 1996
- The Complete Ann Peebles on Hi Records, vol. 1 (double), Hi Records
- The Hi Records Singles A's & B's, Hi Records 2002, Westside, 2006
- The Complete Ann Peebles on Hi Records, vol. 2 (double), Hi Records, 2003
- The Best of the Hi Records, Baleine, 2006
- This is Anne Peebles... Plus, 2006
- Brand New Classics, 2006
- Part Time Love, Fat Possum/Hi Records, 2009